# Parasynaptopsis lespedezae lespedezae
Parasynaptopsis lespedezae lespedezae es una subespecie de coleóptero de la familia Attelabidae.

## Distribución geográfica
Habita en Japón.